# ميليسا هوتشيسون
ميليسا هوتشيسون (بالإنجليزية: Melissa Hutchison)‏ مواليد 24 أكتوبر 1975 في سبرينغفيلد، ميزوري، الولايات المتحدة، هي مؤدية أصوات أمريكية، من أشهر أعمالها ذا واكينغ ديد (لعبة فيديو).

## الأعمال

### ألعاب فيديو
- كاين آند لينش: ديد من
- سونيك أند ذا بلاك نايت
- ليج أوف ليجيندز
- باك تو ذا فيوتشر: ذا جيم
- ذا واكينغ ديد
- الذئب بيننا

## روابط خارجية
- ميليسا هوتشيسون على موقع IMDb (الإنجليزية)
- ميليسا هوتشيسون على موقع قاعدة بيانات الفيلم (الإنجليزية)